# Żargałma Cyrienowa
Żargałma Oczirowna Cyrienowa (ros. Жаргалма Очировна Цыренова; ur. 9 czerwca 1989) – rosyjska zapaśniczka buriackiego pochodzenia, walcząca w stylu wolnym. Wicemistrzyni Europy w 2013. Piąta na Uniwersjadzie w 2013. Akademicka mistrzyni świata w 2008. Druga w Pucharze Świata w 2014 i 2015. Mistrzyni Rosji w 2014, druga w 2015, a trzecia w 2012 roku.